# Poulx
Poulx település Franciaországban, Gard megyében. Lakosainak száma 4265 fő (2022. január 1.). Poulx Cabrières, Marguerittes, Nîmes, Sainte-Anastasie, Sanilhac-Sagriès és Collias községekkel határos.

## Népesség
A település népességének változása:
| Lakosok száma | 190  | 723  | 1630 | 4095 | 3958 | 3878 | 3933 | 4131 | 4171 | 4265 |
|               | 1968 | 1982 | 1990 | 2006 | 2013 | 2015 | 2017 | 2019 | 2020 | 2022 |